# Hoya pallilimba
Hoya pallilimba ist eine Pflanzenart der Gattung der Wachsblumen (Hoya) aus der Unterfamilie der Seidenpflanzengewächse (Asclepiadoideae).

## Merkmale
Hoya pallilimba ist eine ausdauernde, epiphytische, windende Pflanze. Die schlanken Triebe haben einen Durchmesser bis 2 mm. Junge Triebe sind noch spärlich borstig behaart, ältere Triebe verkahlen. Die Blätter sind gestielt, die Blattstiele sind 0,5 bis 1 cm lang. Die Blattspreiten sind eiförmig und 3 bis 8 cm lang. Die Basis ist gerundet, der Apex läuft spitz aus. Die Blätter sind dick und ledrig. Die Ober- und Unterseite ist kahl. Die Blattaderung ist mit Ausnahme der Mittelrippe nicht zu sehen. Die Spreiten sind hellgrün, oft mit kleinen, silbernen Flecken. Außerdem läuft ein hellgrüner Rand vom Blattstiel bis zur Hälfte der Blattspreite.
Der Blütenstand ist doldenförmig, die Oberseite ist leicht konkav gewölbt. Er ist positiv geotrop und enthält bis zu 20 lose stehende Blüten. Die bis 5 cm langen Blütenstandsstiele sind borstig behaart bis kahl. Die Blütenstiele sind gebogen und sehr unterschiedlich lang; im Zentrum der Dolde sehr kurz (ca. 1 cm), in den Außenbereichen sehr lang (bis 4,5 cm).
Die Blüten haben einen Durchmesser von 0,6 bis 0,7 cm. Die Kronblattzipfel sind stark nach außen eingerollt und matt-weißlich-rot bis rosa. Sie sind außen dicht behaart, innen kahl. Die Nebenkrone hat einen Durchmesser von etwa 4 mm und ist gelblich, zur Mitte heller werdend. Die Nebenkronenzipfel sind bootförmig, der äußere Fortsatz weist zwei Spitzen auf, der innere Fortsatz ist spitz auslaufend und bis fast in die Vertikale aufsteigend. Der Duft der Blüte wird als süßlich beschrieben.
Die Pollinien sind länglich-verkehrt-eiförmig mit trunkierten Apici, wobei die trunkierte Fläche stark nach innen abfällt. Die besitzen einen leichte verdickten äußeren Rand, aber keine durchscheinende Randzone. Die Caudiculae sind breit, aber kurz und setzen in etwa in der Mitte des Corpusculums an. Die Ansatzstellen am Pollinium sind stark verdickt. Es sind lange, abstehende Flügel vorhanden. Das Corpusculum endet oben stumpfwinklig, am unteren Ende spitzwinklig. Es besitzt eine breite Längsgrube. Früchte und Samen sind nicht bekannt.

## Ähnliche Art
Hoya pallilimba ähnelt Hoya myrmecopa, unterscheidet sich aber durch die Nebenkrone und die nur zurück gebogenen Kronblattzipfel. Außerdem fehlt bei Hoya myrmecopa der grüne Rand im unteren Teil der Blattspreiten.

## Geographische Verbreitung und Habitat
Das Verbreitungsgebiet der Art ist auf die Ostküste von Sulawesi (Indonesien) und die benachbarten Tukang-Besi-Inseln beschränkt. Sie wächst in Küstenwäldern bis etwa 300 Meter über dem Meeresspiegel, nach Anders Wennström und Katarina Stenman bis sogar etwa 1000 Meter über Meeresspiegel. Hoya pallilimba ist wahrscheinlich mit Ameisen vergesellschaftet.

## Taxonomie
Der Holotypus mit der Nummer IPPS 8864 wird im Museum Naturalis in Leiden, Niederlande aufbewahrt. Der Name setzt sich aus lat. palleus für blass und limba = Rand zusammen, der auf den hellgrünen Rand im unteren Teil des Blattes anspielt. Das Taxon ist allgemein als gültiges Taxon anerkannt.